# Ceresium africanum
Ceresium africanum är en skalbaggsart som beskrevs av Aurivillius 1925. Ceresium africanum ingår i släktet Ceresium och familjen långhorningar.
Artens utbredningsområde är:
- Seychellerna.
- Sierra Leone.

Inga underarter finns listade i Catalogue of Life.